# Génova (kommun)
Génova är en kommun i Colombia.   Den ligger i departementet Quindío, i den centrala delen av landet, 190 km väster om huvudstaden Bogotá. Antalet invånare är 9 634. Arean är 298 kvadratkilometer.
Terrängen i Génova är huvudsakligen bergig, men åt nordväst är den kuperad.